# 서마쇼날랜드주

서마쇼날랜드 주의 위치

서마쇼날랜드주(Mashonaland West Province)는 짐바브웨 북부에 위치한 주로, 주도는 치노이이며 면적은 57,441km2, 인구는 1,100,000명(2002년 기준)이다. 북쪽으로는 잠비아와 국경을 맞대고 있으며 6개 구(체구투, 후룽궤, 카도마, 카리바, 마콘데, 짐바)를 관할한다.

## 같이 보기
- 짐바브웨의 행정 구역